# Avinguda del Doctor Manuel Candela
El carrer del Doctor Manuel Candela és una via urbana de València que comunica de sud a nord la zona est de la ciutat. S'inicia de forma perpendicular a l'avinguda del Port, just a l'inici del carrer del Pare Tomàs de Montañana, i finalitza a la intersecció giratòria de la plaça d'Emili Attard a l'encreuament amb l'avinguda de Blasco Ibáñez i l'inici del carrer de Ramon Llull.
A la meitat del carrer és al carrer dels Sants Just i Pastor, que separa el districte d'Algirós al nord (amb els barris de L'Amistat a l'oest i el de la Ciutat Jardí a l'est) del districte dels Camins al Grau al sud (amb els barris d'Albors a l'oest i el d'Aiora a l'est).

## Nom
El carrer pren el nom del Doctor Manuel Candela, metge valencià del segle xix especialitzat en ginecologia i fundador el 1892 de l'Institut Ginecològic Candela, primera institució assistencial valenciana de la seua especialitat.

## Elements importants
L'edifici més important del carrer és l'hospital "Casa de la Salut" al cantó amb el carrer dels Sants Just i Pastor i que té els seus orígens en l'Institut Ginecològic Candela, que va ser traspassat a les Germanes de la Caritat de Santa Anna.
Des de l'hospital fins a l'avinguda de Blasco Ibáñez hi ha hagut gran quantitat d'entitats bancàries, a destacar el Deutsche Bank, Barclays, la CAM, La Caixa, Cajamar, Caixa Galicia o Bancaixa.
Als números baixos del carrer hi ha gran quantitat de restaurants i establiments d'alimentació, alguns regentats per immigrants, a més d'una farmàcia oberta les 24 hores.

## Transports
A l'encreuament amb el carrer dels Sants Just i Pastor hi ha l'Estació d'Amistat de la línia 5 de MetroValencia.
Disposa de les línies d'autobusos 30, 32 i 40 de l'EMT de València.